# Antonio Naelson
Antonio Luís Naelson Matías (Açu, 23 mei 1976), voetbalnaam Sinha, is een in Brazilië geboren profvoetballer met de Mexicaanse nationaliteit. Hij speelt als aanvallende middenvelder bij Querétaro FC.

## Clubcarrière
Sinha speelde in zijn geboorteland voor Río Branco FC (1995) en América Minas Gerais (1996–1997). In 1998 vertrok hij naar Mexico waar hij achtereenvolgens bij CF Monterrey (1998–1999), Saltillo CF (1999), Club Toluca (1999–2001), Atlético Mexiquense (2001–2002) en opnieuw Club Toluca (2002–2014) speelde. In 2014 maakte Sinha de overstap naar Querétaro FC.

## Interlandcarrière
Zinha debuteerde nadat hij zijn Mexicaanse paspoort had ontvangen in september 2004 in het nationaal elftal tegen Trinidad en Tobago. In 2005 haalde Zinha met Mexico de vierde plaats op de Confederations Cup in Duitsland. Hij scoorde tegen Japan in de groepsfase. In 2006 nam Zinha met Mexico deel aan het WK. De middenvelder scoorde in de eerste groepswedstrijd tegen Iran.